# Ashland (Pensilvânia)
Ashland é um distrito localizado no estado americano de Pensilvânia.

## Demografia
Segundo o censo americano de 2000, a sua população era de 3283 habitantes.

## Geografia
De acordo com o United States Census Bureau tem uma área de 
4,5 km², dos quais 4,5 km² cobertos por terra e 0,0 km² cobertos por água.

## Localidades na vizinhança
O diagrama seguinte representa as localidades num raio de 8 km ao redor de Ashland. 